# 沈素琍
沈素琍（1958年5月—），女，江苏涟水人，中华人民共和国政治人物。六安师范专科学校（现并入皖西学院）中文系毕业，中共中央党校经济管理专业在职研究生学历。中国共产党第十七届、十八届中央委员会候补委员。

## 生平
1979年8月加入中国共产党。历任中共舒城县委副书记、县长，安徽省物价局副局长、局长，铜陵市委副书记、书记、市人大常委会主任等职。2008年1月，当选安徽省政协副主席，同年2月任中共安徽省委统战部部长。2011年10月，当选中共安徽省委常委。2016年11月，不再担任中共安徽省委常委、统战部部长，任安徽省人大常委会党组副书记。2017年1月，当选安徽省人大常委会副主任。2018年2月24日，当选为第十三届全国人大代表。2022年1月，辞去省人大常委会副主任职务。